# بن ساندرز
بن ساندرز (انگلیسی: Ben Saunders؛ زادهٔ ۱۳ آوریل ۱۹۸۳) ورزشکار هنرهای رزمی ترکیبی اهل ایالات متحده آمریکا است.
از باشگاه‌هایی که در آن بازی کرده‌است می‌توان به امریکن تاپ تیم اشاره کرد.